# Siemen Rühaak

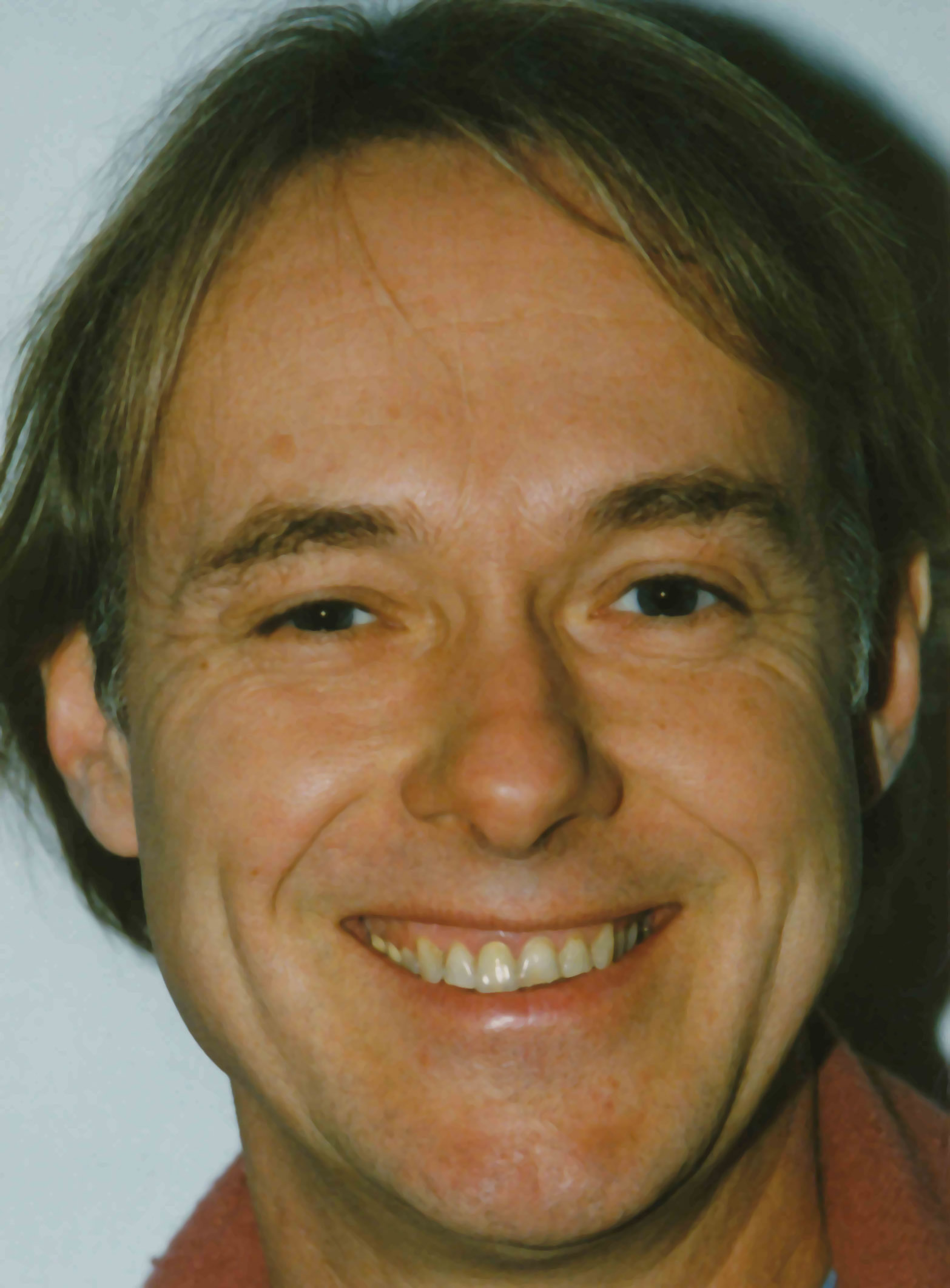
Siemen Rühaak (2010)

Siemen Rühaak (* 16. Mai 1950 in Osteel, Ostfriesland) ist ein deutscher Schauspieler, Sänger und Theaterregisseur.

## Leben und Wirken

### Kindheit und Anfänge
Rühaak wurde als Sohn eines Kaufmanns und einer Krankenschwester in Ostfriesland geboren. Er sammelte schon in Kindertagen schauspielerische Erfahrung als Darsteller in einem niederdeutschen Volksstück aus der Feder seines Vaters, Opa ward kureert („Opa wird geheilt“). Mit zehn Jahren gewann er einen Lesewettbewerb. Mit 15 Jahren gründete er seine eigene Folkband, die unter dem Namen Liberty Lovers auftrat. Nach dem Abitur, das er in Norden absolviert hatte, besuchte er von 1968 bis 1972 die Hochschule für Musik und Theater Hannover und hatte unter anderem bei dem Schauspieler Hans Günther von Klöden Unterricht.

### Karriere
Rühaak war an diversen Theatern engagiert, zum Beispiel am Staatstheater Braunschweig, am Theater in Heidelberg und am Schauspielhaus Bochum. An den Münchner Kammerspielen arbeitete er mit George Tabori zusammen. Auch am Thalia Theater sowie am Deutschen Schauspielhaus in Hamburg und den Städtischen Bühnen Frankfurt war er engagiert. Im Sommer 1987 holte ihn George Tabori ans Salzburger Landestheater und daran anschließend an sein Theater nach Wien. Dort wirkte Rühaak in der Theaterfassung des Stücks Schuldig geboren nach Peter Sichrovskys gleichnamigen Buch mit. Hierin geht es um Kinder, die in Nazi-Familien hineingeboren wurden.
Seit seinem 20. Lebensjahr tritt Rühaak neben seinen Theaterverpflichtungen häufig in Fernsehfilmen und -serien auf. Sehr eng arbeitete er, nachdem er für das Fernsehen entdeckt worden war, mit dem Regisseur Peter Beauvais zusammen. An der Seite vieler Fernsehgrößen erreichte er schon bald Bekanntheit. Zu den erfolgreichsten Serien gehören Alle meine Töchter, Der Bergdoktor und Dr. Stefan Frank. Für Detlef Rönfeldts Fernsehspiel Nur eine kleine Affäre erhielt der Schauspieler 1995 den Grimmepreis. Von Februar 2010 (Folge 241) bis September 2010 (Folge 370) trat er in Hanna – Folge deinem Herzen als Dr. Richard Schumann auf. Auch in Kinofilmen war er zu sehen. Sein Rollenrepertoire ist vielschichtig und reicht vom Sympathieträger bis zum Übeltäter. Rühaak wirkte bisher in über 120 Film-und-Fernsehproduktionen mit. Gelegentlich war er auch als Synchronsprecher tätig.
Rühaak arbeitete auch als Regisseur, zum Beispiel am Schauspielhaus Wuppertal und am Stadttheater Gießen. Weiter ist er Sprecher diverser Hörbücher und in Hörspielproduktionen. Von ihm selbst zusammengestellte „kulinarische Lesungen“ stehen ebenfalls auf seinem Programm. Eine Hommage an seine ostfriesische Heimat sind selbst komponierten und getexteten Liebeslieder, die um 1973 als LP und 2008 als CD herauskamen und den Titel Leevtalligkeit („Zärtlichkeit“) tragen.

### Privates
Rühaak ist seit 2009 in zweiter Ehe mit der Schauspielerin Margrit Sartorius verheiratet, mit der er einen Sohn hat. Aus seiner ersten Ehe hat er eine Tochter.

## Filmografie (Auswahl)
- 1974: Motiv Liebe (Fernsehserie, 1 Folge)
- 1974: Der Fall von nebenan (Fernsehserie, 1 Folge)
- 1977: Grete Minde
- 1981: Desperado City
- 1981–2005: Ein Fall für zwei (Fernsehserie, 4 Folgen, verschiedene Rollen)
- 1982: Doktor Faustus
- 1983: Die Matrosen von Kronstadt
- 1985: Eine Klasse für sich (Fernsehserie, 5 Folgen)
- 1985: Unser Mann im Dschungel
- 1986: Das Totenreich
- 1986: Detektivbüro Roth (Fernsehserie, 1 Folge)
- 1987: Sommer in Lesmona
- 1988: Wie kommt das Salz ins Meer?
- 1989–1990: Mit Leib und Seele (Fernsehserie, 24 Folgen)
- 1990: Tatort : Blaues Blut
- 1990: Pfarrerin Lenau (Fernsehserie, 1 Folge)
- 1990–2012: SOKO München (Fernsehserie, 2 Folgen, verschiedene Rollen)
- 1991–2015: Großstadtrevier (Fernsehserie, 3 Folgen, verschiedene Rollen)
- 1993: Happy Holiday (Fernsehserie, 1 Folge)
- 1993: Donauprinzessin
- 1993: König & Consorten
- 1993: Stunde der Füchse
- 1994: Kidnapped
- 1994: Die Gerichtsreporterin (TV-Miniserie)
- 1994: Verliebt, verlobt, verheiratet (TV-Serie)
- 1994: Alles außer Mord (Fernsehserie, 1 Folge)
- 1994: Nur eine kleine Affäre (TV-Mehrteiler)
- 1994: Das Traumschiff – Dubai (Fernsehreihe)
- 1995–1996: Doppelter Einsatz (Fernsehserie, 18 Folgen)
- 1995–2001: Dr. Stefan Frank – Der Arzt, dem die Frauen vertrauen (Fernsehserie)
- 1995–2014: Der Alte (Fernsehserie, 2 Folgen, verschiedene Rollen)
- 1995: Tatort: Bienzle und die Feuerwand (Fernsehreihe)
- 1996–2001: Alle meine Töchter (Fernsehserie, 47 Folgen)
- 1996: Kurklinik Rosenau (Fernsehserie, 1 Folge)
- 1996: Solange es die Liebe gibt (TV-Miniserie)
- 1996: Hallo, Onkel Doc! (Fernsehserie, 1 Folge)
- 1996: Die Geliebte (TV-Serie, eine Folge)
- 1996: Adelheid und ihre Mörder (Fernsehserie, 1 Folge)
- 1996: Mona M. – Mit den Waffen einer Frau (Miniserie)
- 1997: Frühstück zu viert
- 1997: Der Bergdoktor (Fernsehserie, 24 Folgen)
- 1997: Insel der Furcht
- 1997: Polizeiruf 110: Feuer! (Fernsehreihe)
- 1997: Das Traumschiff: Argentinien
- 1998: Tatort: Gefährliche Zeugin
- 1998: Rosamunde Pilcher – Dornen im Tal der Blumen
- 1999–2003: Die Pfefferkörner (Fernsehserie, 5 Folgen)
- 2000: Der arabische Prinz
- 2000: Unser Charly (Fernsehserie, 1 Folge)
- 2000: Tatort: Blaues Blut
- 2000: Der Clown (Fernsehserie, 1 Folge)
- 2001–2014: Küstenwache (Fernsehserie, 4 Folgen, verschiedene Rollen)
- 2001: Für alle Fälle Stefanie (Fernsehserie, 2 Folgen)
- 2002: Der kleine Mönch (Miniserie)
- 2002: Klinikum Berlin Mitte – Leben in Bereitschaft (Fernsehserie, 1 Folge)
- 2003: Northern Star
- 2003: Rosenstraße
- 2003: Der Fürst und das Mädchen (Fernsehserie, 13 Folgen)
- 2003: Zwei Profis (Fernsehserie, 1 Folge)
- 2003: Im Schatten der Macht
- 2003: SOKO Köln (Fernsehserie, 1 Folge)
- 2004: Die Kommissarin (Fernsehserie, 1 Folge)
- 2004: Die Wache (Fernsehserie, 1 Folge)
- 2004: Schlosshotel Orth (Fernsehserie, 1 Folge)
- 2004: Samt und Seide (Fernsehserie, 19 Folgen)
- 2005: Mein Mann und seine Mütter
- 2005: Mozartbrot (Kurzfilm)
- 2005: Hengstparade
- 2006: Geile Zeiten
- 2007: Rosamunde Pilcher – Der Mann meiner Träume
- 2007: Der letzte Zeuge (Fernsehserie, 1 Folge)
- 2007: Sturm der Liebe (Fernsehserie, 9 Folgen)
- 2007–2016: In aller Freundschaft (Fernsehserie, 2 Folgen, verschiedene Rollen)
- 2008: Inga Lindström – Sommer der Entscheidung
- 2008: Der Bergdoktor (Fernsehserie, 1 Folge)
- 2010: Hanna – Folge deinem Herzen (Fernsehserie, 130 Folgen)
- 2010–2016: Die Bergretter (Fernsehserie, 4 Folgen)
- 2011: Toni Costa – Kommissar auf Ibiza: Der rote Regen (Fernsehreihe)
- 2011: Notruf Hafenkante (Fernsehserie, Folge: Der Soldat)
- 2012: Rosamunde Pilcher – In der Mitte eines Lebens
- 2012: SOKO Stuttgart (Fernsehserie, 1 Folge)
- 2013: Die Lichtung (Kurzfilm)
- 2014: SOKO Wismar (Fernsehserie, 1 Folge)
- 2015: Hubert ohne Staller (Fernsehserie, 1 Folge)
- 2015: Kommissar Marthaler – Engel des Todes (Fernsehreihe)
- 2015: Der Lehrer (Fernsehserie, 1 Folge)
- 2015: Aktenzeichen XY … ungelöst (Fernsehreihe, 1 Folge)
- 2016: Tatort: Feierstunde
- 2016: Alarm für Cobra 11 – Die Autobahnpolizei (Fernsehserie, Folge: Ausgebrannt)
- 2017: Die Rosenheim-Cops (Fernsehserie, 1 Folge)
- 2017: Bad Cop – kriminell gut (Fernsehserie, 2 Folgen)
- 2017–2022: Bettys Diagnose (Fernsehserie, 2 Folgen, verschiedene Rollen)
- 2017: Heldt (Fernsehserie, Folge: Mord verjährt nicht)
- 2018: Inga Lindström – Das Geheimnis der Nordquists
- 2019: Tatort: One Way Ticket
- 2019: Die Spezialisten – Im Namen der Opfer (Fernsehserie, 1 Folge)
- 2021: Der Zürich-Krimi: Borchert und der eisige Tod (Fernsehreihe)
- 2021: Das Leben ist kein Kindergarten – Umzugschaos (Fernsehreihe)
- 2022: Mordsschwestern – Verbrechen ist Familiensache (Fernsehreihe, 1 Folge)
- 2022: Die Kanzlei (Fernsehserie, Folge: Gratwanderung)
- 2022: Das weiße Schweigen (Fernsehfilm)
- 2023: Das Leben ist kein Kindergarten – Vaterfreuden

## Hörspiele (Auswahl)
- 1982: Lars Gustafsson: Die Tennisspieler – Regie: Hans Gerd Krogmann (Hörspiel – WDR/NDR)
- 1987: Pierre Frachet: Eine felsenfeste Freundschaft – Regie: Burkhard Ax (Kriminalhörspiel – WDR)
- 1994: John B. Keane: The Field – Regie: Robert Matejka (Hörspiel – MDR)
- 1993: Tankred Dorst: Merlin oder das wüste Land (Sir Gawain) – Regie: Walter Adler (Hörspiel – MDR)
- 2013: Jakob Arjouni: Bruder Kemal – Bearbeitung und Regie: Alexander Schuhmacher (NDR)
- 2013–2014: Düsse Petersens (mehrere Folgen) – Regie: Hans Helge Ott (Radio Bremen/NDR)

## Diskografie
- Leevtalligkeid (Zärtlichkeit), LP, Verlag Atelier im Bauernhaus PL 507, 1978
- Englische Kinderlieder, Little English House, CD